# Hipoproteinemia
Hipoproteinemia é o resultado de diversos fatores que por fim resultam em uma considerável queda na quantidade de proteína sanguínea, tanto do sangue completo como do plasma sanguíneo.

## Causas
1. A hipoproteinemia ocorre devido a uma grave limitação de ingestão de proteína em uma dieta nutricional regular. Um exemplo de hipoproteinemia de fator nutricional é Kwashiorkor, um tipo de desnutrição energético-proteica que afeta crianças pequenas;
2. Má absorção;
3. Doença do fígado também podem causar hipoproteinemia, diminuindo a síntese de proteínas plasmáticas, como a albumina;
4. Doenças renais como a síndrome nefrótica, também podem resultar em hipoproteinemia porque as proteínas do plasma são perdida na urina.[2][3][4]